# Ric Grech

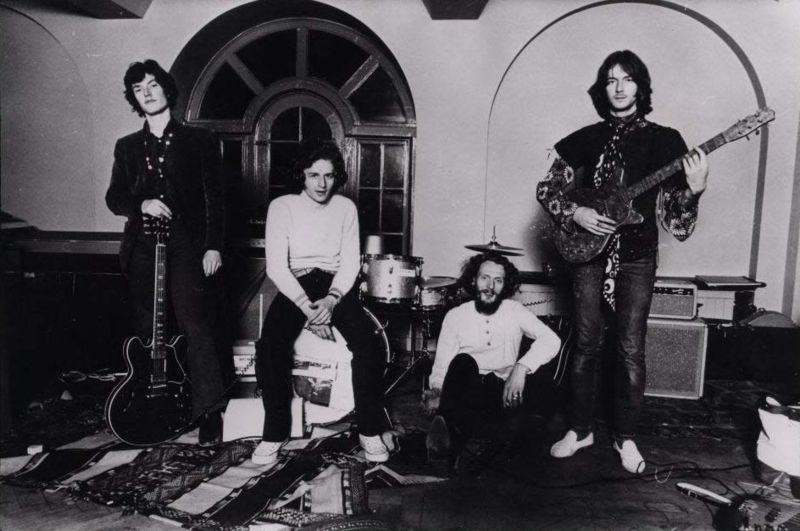
Banda britânica Blind Faith em 1969

Ric Grech (1 de novembro de 1946 — 17 de março de 1990) foi um músico britânico.
De origem ucraniana e nascido na França, Grech tornou-se conhecido na Inglaterra nos anos 60 como baixista do Family. Formou o Blind Faith com Eric Clapton, Steve Winwood e Ginger Baker, passando também pelas bandas Traffic, Ginger Baker's Air Force e The Crickets, entre outras. Trabalhou como músico de sessão, gravando com artistas como Rod Stewart, Ronnie Lane, Gram Parsons e Muddy Waters.
Aposentou-se da música em 1977, vindo a morrer em 1990, aos 46 anos, de insuficiência renal provocada por alcoolismo.